# Shinmen Sokan
Shinmen Sokan est un daimyo du clan Shinmen (新免氏, Shinmen-shi) au milieu de l'époque Sengoku de l'histoire du Japon. Sokan est connu comme un gouverneur plutôt mesquin dans la région montagneuse de Sakushu à l'ouest de Kyoto. Même si tel est le cas, le clan Shinmen a de très bonnes relations avec la famille Hirata, ce qui permet à Shinmen de recevoir une bonne quantité de soutien. Un épéiste renommé au service de Sokan est le fameux Shinmen Munisai (en), père du légendaire épéiste Miyamoto Musashi. En 1589, Sokan ordonne à Munisai de tuer Honiden Gekinosuke (un étudiant auprès de Munisai)[pas clair] pour des raisons inconnues. Pour cette raison, Munisai est forcé de quitter son village de Miyamoto.

## Source de la traduction
- (en) Cet article est partiellement ou en totalité issu de l’article de Wikipédia en anglais intitulé « Shinmen Sokan » (voir la liste des auteurs).